# Załom (Człopa)
Załom (deutsch Salm) ist ein Dorf in der Landgemeinde (Gmina) Człopa (Schloppe) im Powiat Wałecki (Deutsch Kroner Kreis) der polnischen Woiwodschaft Westpommern.

## Geographische Lage
Das Dorf liegt im Netzedistrikt des ehemaligen Westpreußen, nördlich am Küchen-See, etwa dreißig Kilometer südwestlich von Wałcz (Deutsch Krone), 14 Kilometer südsüdwestlich von Tuczno (Tütz) und vier Kilometer westlich von Człopa (Schloppe).

## Geschichte
Die Ortschaft Salm, 1641 Żalom, neupolnisch Salmy, gehörte einst zu den sogenannten Goltzschen Gütern. 1783 wird ein Baron von der Goltz als Grundherr genannt.
Um 1930 hatte die Gemeinde Salm eine 9,2 km² große Gemarkungsfläche, und es gab hier sechs Wohnplätze, auf denen insgesamt 23 bewohnte Wohnhäuser standen:
- Domäne Salm
- Forsthaus Dype
- Forsthaus und Waldarbeitergehöft Salmer Theerofen
- Salm
- Salmerhütte
- Waldarbeitergehöft Salmerhütte

Im Jahr 1945 gehörte Salm zum Landkreis Deutsch Krone im Regierungsbezirk Grenzmark Posen-Westpreußen der preußischen Provinz Pommern des Deutschen Reichs. Salm war Sitz des Amtsbezirks Salm.
Im Februar 1945 wurde Salm von der Roten Armee besetzt. Nach Beendigung der Kampfhandlungen wurde die Region seitens der sowjetischen Besatzungsmacht zusammen mit ganz Hinterpommern und der südlichen Hälfte Ostpreußens – militärische Sperrgebiete ausgenommen – der Volksrepublik Polen zur Verwaltung überlassen. Es wanderten nun Polen zu. Salm wurde unter der polnischen Ortsbezeichnung „Załom“ verwaltet. Die einheimische Bevölkerung wurde von der polnischen Administration aus Salm vertrieben.

### Demographie
| Jahr | Einwohner | Anmerkungen |
| ---- | --------- | --- |
| 1783 | –         | adliges Dorf und Vorwerk nebst einer Mahl-Wassermühle, einer Försterei und einer katholischen Kirche, 14 Feuerstellen (Haushaltungen), im Netzedistrikt, Kreis Krone       |
| 1818 | 111       | Hauptgut, adlige Besitzung |
| 1864 | 253       | davon 83 im Dorf (69 Evangelische und 14 Katholiken) und 170 im Gutsbezirk (151 Evangelische, 19 Katholiken)                                                               |
| 1910 | 209       | am 1. Dezember, 116 im Dorf (davon 97 Evangelische und 37 Katholiken; zwei Personen mit polnischer Muttersprache) und 93 im Gutsbezirk (72 Evangelische und 21 Katholiken) |
| 1925 | 182       | darunter 112 Evangelische und 64 Katholiken |
| 1933 | 167       | [ 7 ] |
| 1939 | 250       | [ 7 ] |

## Kirche
Die Evangelischen der bis 1945 anwesenden Dorfbevölkerung gehörten zum Kirchspiel Schloppe. In Salm stand noch in den zwanziger Jahren des 19. Jahrhunderts eine evangelische Kirche, die hölzerne Bauelemente hatte.